# Harburg (Schwaben)
 For alternative betydninger, se Harburg. (Se også artikler, som begynder med Harburg)
Harburg (Schwaben) er en by i Landkreis Donau-Ries i Regierungsbezirk Schwaben i den tyske delstat Bayern, med godt 5.600 indbyggere.
Byen ligger i dalen til floden Wörnitz ved Romantische Straße mellem Nördlingen og Donauwörth.

## Bydele, landsbyer og bebyggelser
I Harburg ligger blandt andet følgende bydele, landsbyer og bebyggelser:
- Brünsee (mit Marbach)
- Ebermergen
- Großsorheim (mit Möggingen)
- Heroldingen (mit Schrattenhofen)
- Hoppingen
- Mauren (mit Spielberg)
- Mündling
- Ronheim (mit Katzenstein und Sonderhof)
- Stadelhof

## Burg Harburg
Ovenfor Harburg ligger Burg Harburg, et omfangsrigt middelalderligt borganlæg fra det 11.- 12. århundrede. Den er storst set bevaret, som den var i det 18. århundrede . Borgen tilhørte fyrstehuset Oettingen.